# Jalovec (Liptovský Mikuláš)
Jalovec (ungarisch Jalóc) ist eine Gemeinde im Norden der Slowakei mit 318 Einwohnern (Stand 31. Dezember 2024), die zum Okres Liptovský Mikuláš, einem Teil des Žilinský kraj, gehört und zur traditionellen Landschaft Liptau gezählt wird.

## Geographie
Die Gemeinde befindet sich im Mittelteil des Talkessels Liptovská kotlina (Teil der größeren Podtatranská kotlina) unterhalb der Westtatra am Bach Jalovčanka. Das Gemeindegebiet reicht bis zum Hauptkamm der Westtatra und hat Anteil an vier Zweitausendern: Spálená (2083 m n.m.), Pachoľa (2167 m n.m.), Baníkov (2178 m n.m.) und Príslop (2142 m n.m.). Das Ortszentrum liegt auf einer Höhe von 692 m n.m. und ist acht Kilometer von Liptovský Mikuláš entfernt.
Nachbargemeinden sind Zuberec im Norden, Žiar und Smrečany im Osten und Bobrovec im Süden und Westen.

## Geschichte

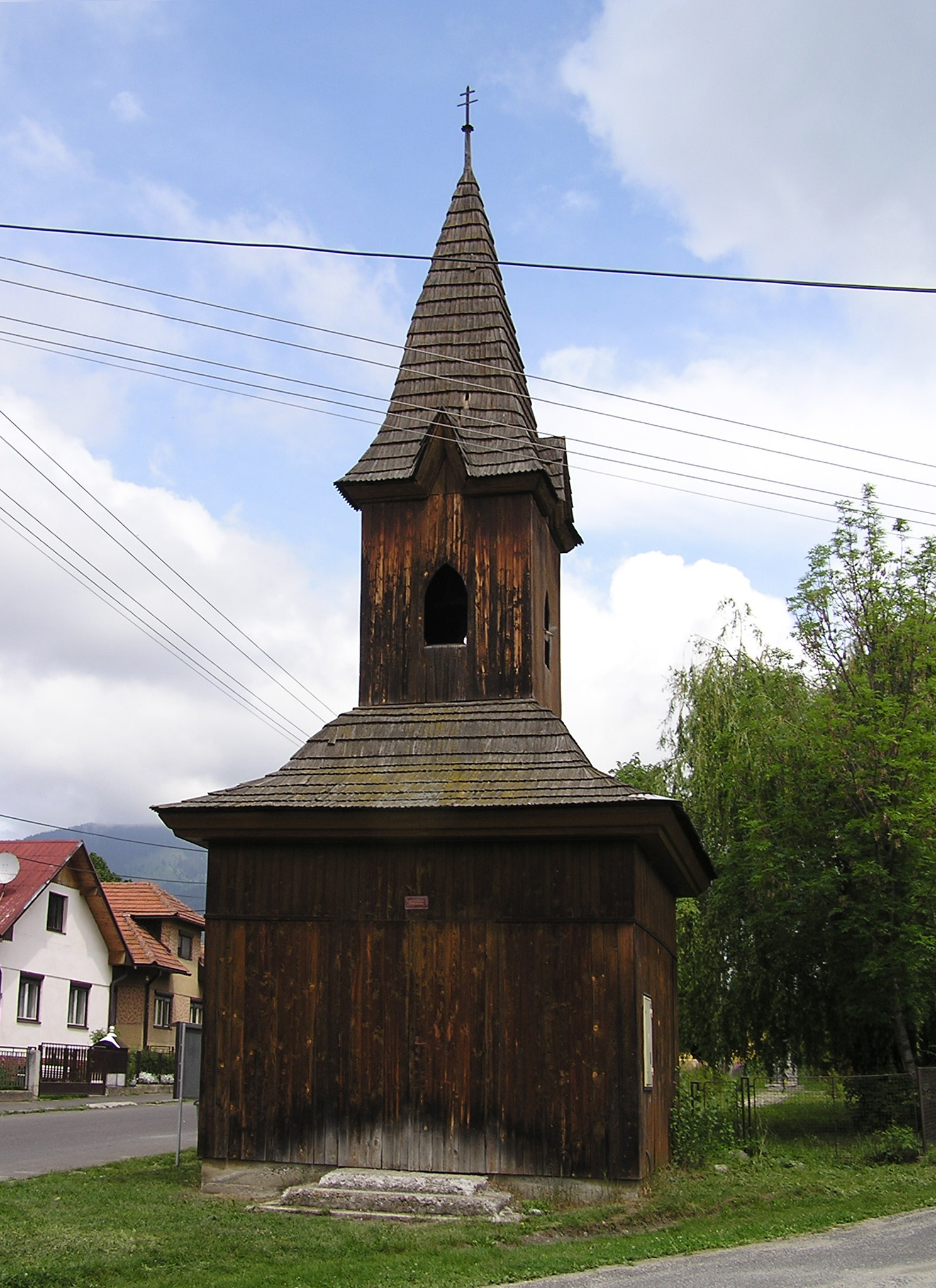
Holzglockenturm in Jalovec

Auf dem Gemeindegebiet von Jalovec gab es einen Fund von Bronzegegenständen aus der jüngeren Latènezeit.
Jalovec wurde zum ersten Mal 1391 als Ilochfeu schriftlich erwähnt. Bis 1848 war das Dorf Besitz der Familie Baan aus Trstené. 1715 gab es neun Steuerpflichtige im Ort, 1784 hatte die Ortschaft 27 Häuser und 246 Einwohner, 1828 zählte man 32 Häuser und 319 Einwohner, die als Landwirte und Waldarbeiter beschäftigt waren.
Bis 1918 gehörte der im Komitat Liptau liegende Ort zum Königreich Ungarn und kam danach zur Tschechoslowakei und schließlich zur Slowakei. In der ersten tschechoslowakischen Republik waren neben den oben genannten Haupteinnahmequellen auch Böttcherei, Stellmacherei und Weberei verbreitet, dazu stellten Einwohner Gegenstände aus Holz her.

## Bevölkerung
| Jahr                | 1994 | 2004     | 2014    | 2024    |
| ------------------- | ---- | -------- | ------- | ------- |
| Anzahl der Personen | 260  | 320      | 294     | 318     |
| Unterschied         |      | +23,07 % | −8,12 % | +8,16 % |

| Jahr                | 2023 | 2024    |
| ------------------- | ---- | ------- |
| Anzahl der Personen | 308  | 318     |
| Unterschied         |      | +3,24 % |

Nach der Volkszählung 2011 wohnten in Jalovec 312 Einwohner, davon 297 Slowaken, drei Tschechen sowie jeweils ein Pole und ein Einwohner anderer Ethnie. Zehn Einwohner machten keine Angabe zur Ethnie.
156 Einwohner bekannten sich zur Evangelischen Kirche A. B., 86 Einwohner zur römisch-katholischen Kirche, sechs Einwohner zur evangelisch-methodistischen Kirche und ein Einwohner zu den Zeugen Jehovas. 44 Einwohner waren konfessionslos und bei 19 Einwohnern wurde die Konfession nicht ermittelt.

## Bauwerke und Denkmäler
- Holzglockenturm